# 橄欖の色
『橄欖の色』（かんらんのいろ、アラビア語: لون الزيتون Lawn al-Zaytoon, スペイン語: Color de los olivos, 英語: The Color of Olives）は、2006年のイスラエル・パレスチナ合作のドキュメンタリー映画。メキシコ人のカロリナ・リバス（Carolina Rivas）がテルアビブから約24キロメートルにあるマシャ村にすむ八人の家族の生活を撮った作品である。
マシャ村はイスラエルの建築した隔離壁によって西岸地区から分断された地域で父ハニー・アメルが果園に働きにいき、また子供が学校にいくには毎日検問所を通らねばならないという惨状を訴える。
アメリカ合衆国ではニューヨークのマンハッタンのイースト・ヴィレッジにあるツーブーツ・パイオニア・シアター（Two Boots Pioneer Theater）で放映された（英語字幕）。